# Pływanie na Letnich Igrzyskach Olimpijskich 1904 – 440 jardów stylem klasycznym mężczyzn
Konkurencja pływacka 440 jardów stylem klasycznym na Letnich Igrzyskach Olimpijskich 1904 w Saint Louis odbyła się 6 września 1904 r. Uczestniczyło w niej 4 pływaków z 2 państw.

## Wyniki
| Poz. | Zawodnik            | Wynik  |
| ---- | ------------------- | ------ |
| 1.   | Georg Zacharias     | 7:23,6 |
| 2.   | Walter Brack        | b.d.   |
| 3.   | Henry Jamison Handy | b.d.   |
| 4.   | Georg Hoffmann      | b.d.   |